# Oxana Leontjewna Schnikrup
Oxana Leontjewna Schnikrup (russisch Оксана Леонтьевна Жникруп, ukrainisch Оксана Леонтіївна Жникруп Oksana Leontijiwna Schnykrup; * 31. Januar 1931 in Tschita; † 13. Januar 1993 in Kiew) war eine sowjetisch-ukrainische Bildhauerin und Porzellanbildnerin.

## Leben
Schnikrup studierte 1948–1952 an der Grekow-Kunstschule Odessa in der Skulptur-Abteilung. Darauf erhielt sie die Anstellung in der Porzellanmanufaktur Baraniwka.
Ab 1955 arbeitete Schnikrup als Bildhauerin in der Kiewer Experimental-Keramik-Kunst-Manufaktur (bis 1987). Sie schuf Essgeschirrformen und Dekore. Sie schuf poetische Skulpturen mit Frauen aus dem modernen Leben und aus der Literatur. Ihre Werke wurden auf inländischen Ausstellungen und auf internationalen Messen in Leipzig, Marseille, Chicago, Zagreb, Saloniki, in der Türkei und in Kanada gezeigt.
2017 stellte Jeff Koons in New York City die riesige aufblasbare Skulptur Sitzende Ballerina vor. Es wurde festgestellt, dass diese Skulptur eine Kopie von Schnikrups Ballerina Lenotschka auf dem Polsterhocker (1974) war, von der 2015 eine Kopie in Holz von Phillips Auctioneers und eine weitere Kopie von Sotheby’s versteigert worden waren.
Schnikrup war mit dem Bildhauer Wladislaw Iwanowitsch Schtscherbina (1926–2017) verheiratet. Ihre Tochter Leontina Wladislawowna Losowaja wurde ebenfalls Bildhauerin und Porzellanbildnerin.
Das Nationale Museum der ukrainischen dekorativen Volkskunst bewahrt Schnikrups Werke.